# ハートブレイカー 泣かないで
「ハートブレイカー 泣かないで」（ハートブレイカー なかないで）は、1985年4月5日に発売された麻倉未稀の12枚目のシングル。発売元はキングレコード/CRYSTAL BIRD。

## 概要
7枚目のアルバム『Love Again』からの先行シングル。ジャケットには『Love Again』の別カット写真が使用されている。

## 収録曲
1. ハートブレイカー 泣かないで (4:01)
作詞：松井五郎 / 作曲：鈴木キサブロー / 編曲：新川博
2. Last Song ララバイ (4:02)
作詞：麻倉未稀 / 作曲：Michael Lin / 編曲：新川博